# Касперская, Иоанна
Иоанна Касперская (пол. Joanna Kasperska; род. 19 августа 1948) — польская актриса театра, кино и телевидения.

## Биография
Иоанна Касперская родилась в Отвоцке. Актёрское образование получила в Государственной высшей театральной школе (теперь Театральная академия им. А. Зельверовича) в Варшаве, которую окончила в 1970 году. Дебютировала в Театре им. Богуславского в Калише в 1970. Актриса театров в Калише и Варшаве. Выступает в спектаклях «театра телевидения» с 1972 г.

## Избранная фильмография
- 1971 — Не люблю понедельник / Nie lubię poniedziałku
- 1974 — Это я убил / To ja zabiłem
- 1974 — Сколько той жизни / Ile jest życia
- 1975 — Отель «Пацифик» / Zaklęte rewiry
- 1976 — Лебёдка / Dźwig
- 1976 — Через год, через день, через минуту… / Za rok, za dzień, za chwilę
- 1976 — Польские пути / Polskie drogi (только в 3-й серии)
- 1980 — Карьера Никодима Дызмы / Kariera Nikodema Dyzmy (только в 6-й серии)
- 1983 — Надзор / Nadzór
- 1984 — Любовь из хит-парада / Miłość z listy przebojów
- 1993 — Очередность чувств / Kolejność uczuć
- 1995 — Папа / Tato
- 1998 — Алмаз смерти / The White Raven